# 西阎镇
西阎镇是中华人民共和国山西省临汾市翼城县下辖的一个镇。

## 行政区划
西阎镇下辖以下村级行政区划单位：
西阎村、古桃园村、古十垠村、十河村、上河村、曹公村、堡子村、兴石村和大河村。

## 历史文化名镇
西闫镇于2017年1月12日公布为第五批山西省历史文化名镇，2019年1月21日公布升格为第七批中国历史文化名镇。